# Ropica robusta
Ropica robusta är en skalbaggsart som beskrevs av Fisher 1925. Ropica robusta ingår i släktet Ropica och familjen långhorningar.
Artens utbredningsområde är Filippinerna. Inga underarter finns listade i Catalogue of Life.